# ジェイミー・マリー
- ジェイミー・マレー

ジェームズ・ロバート・"ジェイミー"・マリー（James Robert "Jamie" Murray [ˈdʒeɪmi ˈmʌri], 1986年2月13日 - ）は、スコットランド・ダンブレーン出身の男子プロテニス選手。アンディ・マリーの1歳年上の兄で、ダブルスのスペシャリストとして活動している。左利き。シングルスにはほとんど出場せず、4大大会の男子シングルスには1度も出場記録がない。これまでにATPツアーでダブルス34勝を挙げている。彼は様々なダブルス・パートナーと組んで好成績を出しており、弟のアンディと兄弟ペアを組む時もある。趣味のゴルフではハンデキャップ3の力量を持っている。
シングルス・ダブルス通してイギリス人初の世界ランキング1位。イギリス人20年ぶりのウィンブルドン選手権優勝者。グランドスラムダブルス・混合ダブルス優勝7回。イギリス人男子44年ぶりの全米オープンダブルス優勝。またデビスカップ2015ではデビスカップイギリス代表の79年ぶりの優勝に貢献。

## 選手経歴

### ジュニア時代
マリー家の兄弟2人は、スコットランドのナショナル・コーチを務めていた母親の手ほどきでテニスを始めた。一緒にラケットを握った時、兄ジェイミーは4歳、弟アンディは3歳だった。ジェイミーの公式サイトによれば、少年時代に家族でウィンブルドン選手権を観戦した頃「自分はできる限り多くの試合を見ようとしたが、アンディはできる限り（選手たちの）サインをねだることに夢中だった」という。

### 2004年 全米ダブルスベスト4
ジュニア選手のトーナメントでは、2004年全米オープンの男子ジュニアダブルス部門でアンディと組んだベスト4がある。同年に18歳でプロ入り。最初期はフューチャーズでシングルス戦もこなしたが、2006年4月以後はダブルスのみに専念するようになった。

### 2007年 ウィンブルドン混合ダブルス初優勝
2007年、ジェイミー・マリーはエリック・ブトラックと組んで男子ツアー大会のダブルスに3勝を挙げ、2007年ウィンブルドン選手権混合ダブルスでエレナ・ヤンコビッチとコンビを組んで優勝した。ジェイミーとヤンコビッチは、決勝でビョルクマン/モリク組を6-4, 3-6, 6-1で破って栄冠を獲得した。イギリス人選手がウィンブルドンを制覇したのは、1987年の混合ダブルスを制したジェレミー・ベイツ/ジョー・デュリー組（この組は2人ともイギリス人ペア）以来20年ぶりの快挙であった。

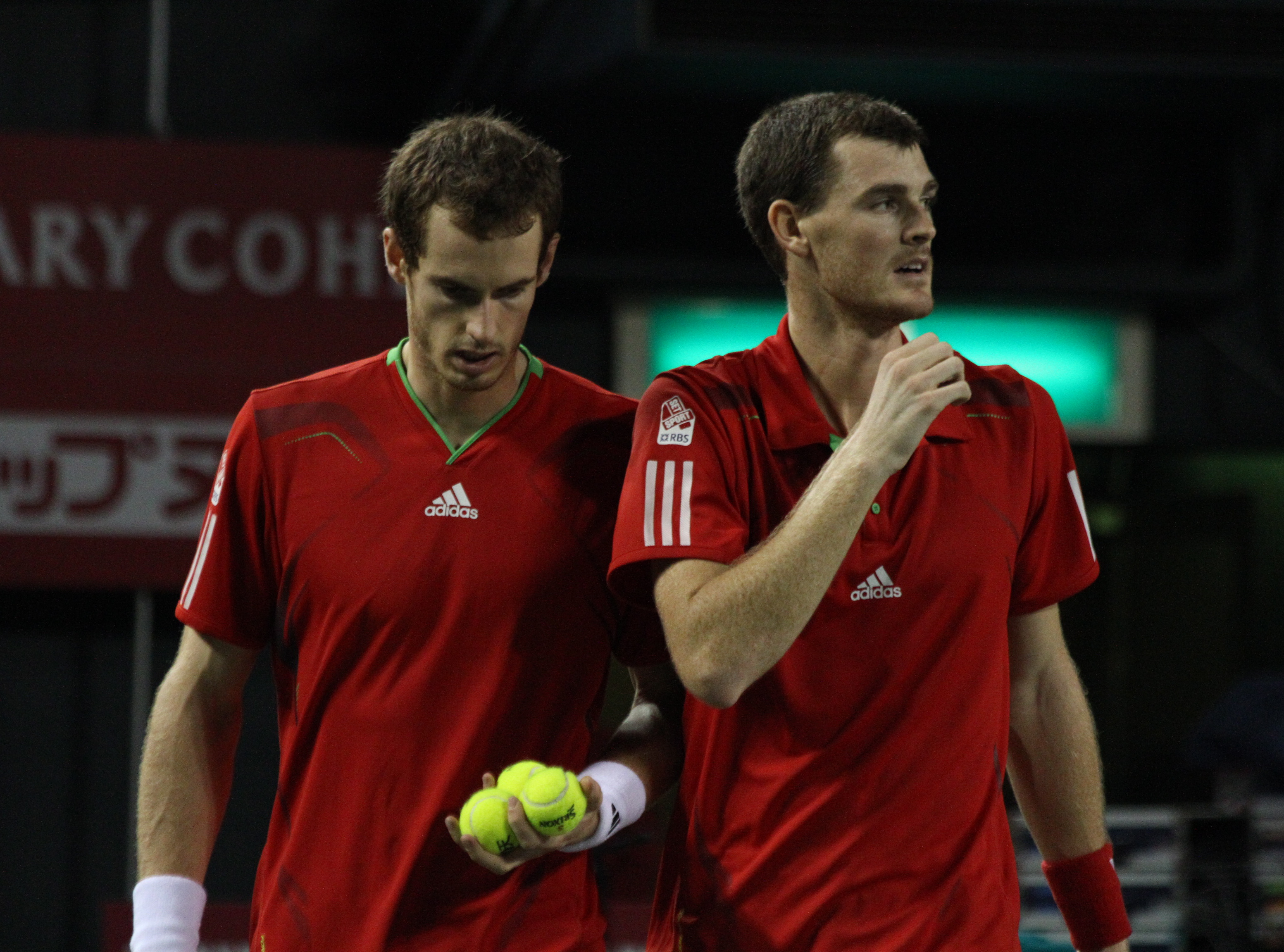
2011年楽天ジャパンオープンでのマリー兄弟

### 2008年 全米混合ダブルス準優勝
2008年は、2月のデルレイビーチ国際でマックス・ミルヌイと組んだ優勝がある。8月の北京五輪には、イギリス代表選手としてジェイミーとアンディの兄弟ペアが男子ダブルスに出場し、2人は2回戦でフランス代表のクレマン/ロドラ組に1-6, 3-6で敗れた。オリンピック終了後、ジェイミーは2008年全米オープン混合ダブルスでリーゼル・フーバーと組み、自身2度目の4大大会混合ダブルス決勝に進出した。ここではパエス/ブラック組に6-7, 4-6で敗れ、混合ダブルス2冠のチャンスを逃している。

### 2010年 ツアーダブルス7勝目
2010年11月のバレンシア・オープン500でジェイミーは、弟のアンディと組んだダブルスの決勝でブパシ/ミルヌイ組を7–6(8), 5–7, [10–7]で破った。2011年の楽天ジャパンオープンでもアンディと組み優勝し、ダブルスツアー7勝目を挙げた。

### 2015年 ウィンブルドン・全米ダブルス準優勝 デビス杯初優勝
2015年は躍進の年となった。ジョン・ピアーズと組み、ウィンブルドン選手権で決勝に進出。決勝ではロイヤー/テカウ組に6–7(5), 4–6, 4–6で敗れた。
全米オープンでも再び決勝に進出。決勝ではエルベール/マユ組に4-6, 4-6で敗れた。
デビスカップ2015でもダブルスで活躍。1回戦のアメリカ戦ではドミニク・イングロットと組み、ブライアン兄弟組に敗れたが、準々決勝以降は弟のアンディ・マリーと組み、フランス戦ではツォンガ/マユ組に、オーストラリア戦ではグロス/ヒューイット組に、決勝ベルギー戦ではダルシス/ゴファン組に勝利し、イギリスの優勝に貢献した。

### 2016年 全豪・全米ダブルス2冠 ダブルス世界1位
2016年はブルーノ・ソアレスと組み、年初のシドニー国際で優勝すると、全豪オープンで2015年のウィンブルドンから3大会連続決勝進出を果たすと、決勝でネスター/ステパネク組に2–6, 6–4, 7–5で勝利し、男子ダブルスでのグランドスラム初タイトルを手に入れた。その後4月4日付の世界ランキングで世界ランク1位になることが確定した。全米オープンでは準決勝で前回の決勝で敗れたエルベール/マユ組に勝利し、2年連続の決勝進出を果たす。決勝でパブロ・カレーニョ・ブスタ/ギリェルモ・ガルシア＝ロペス組を破り、グランドスラム2勝目を挙げた。

## 主要大会決勝

### グランドスラム決勝

#### ダブルス: 5回 (2タイトル、3準優勝)
| 結果   | 年     | 大会           | サーフェス | パートナー         | 相手                                                    | スコア             |
| ------ | ------ | -------------- | ---------- | ------------------ | ------------------------------------------------------- | ------------------ |
| 準優勝 | 2015年 | ウィンブルドン | 芝         | ジョン・ピアース   | ジャン＝ジュリアン・ロジェ ホリア・テカウ               | 6-7(5-7), 4-6, 4-6 |
| 準優勝 | 2015年 | 全米オープン   | ハード     | ジョン・ピアース   | ニコラ・マユ ピエール＝ユーグ・エルベール               | 4-6, 4-6           |
| 優勝   | 2016年 | 全豪オープン   | ハード     | ブルーノ・ソアレス | ダニエル・ネスター ラデク・ステパネク                   | 2-6, 6-4, 7-5      |
| 優勝   | 2016年 | 全米オープン   | ハード     | ブルーノ・ソアレス | パブロ・カレーニョ・ブスタ ギリェルモ・ガルシア＝ロペス | 6-2, 6-3           |
| 準優勝 | 2021年 | 全米オープン   | ハード     | ブルーノ・ソアレス | ラジーブ・ラム ジョー・ソールズベリー                   | 6-3, 2-6, 2-6      |

#### 混合ダブルス: 8回 (5タイトル、3準優勝)
| 結果   | 年     | 大会           | サーフェス | パートナー                 | 相手                                        | スコア           |
| ------ | ------ | -------------- | ---------- | -------------------------- | ------------------------------------------- | ---------------- |
| 優勝   | 2007年 | ウィンブルドン | 芝         | エレナ・ヤンコビッチ       | アリシア・モリク ヨナス・ビョルクマン       | 6-4, 3-6, 6-1    |
| 準優勝 | 2008年 | 全米オープン   | ハード     | リーゼル・フーバー         | カーラ・ブラック リーンダー・パエス         | 6-7(6-8), 4-6    |
| 優勝   | 2017年 | ウィンブルドン | 芝         | マルチナ・ヒンギス         | ヘザー・ワトソン ヘンリ・コンティネン       | 6-4, 6-4         |
| 優勝   | 2017年 | 全米オープン   | ハード     | マルチナ・ヒンギス         | 詹皓晴 マイケル・ヴィーナス                 | 6-1, 4-6, [10-8] |
| 準優勝 | 2018年 | ウィンブルドン | 芝         | ビクトリア・アザレンカ     | ニコール・メリチャー アレクサンダー・ペヤ   | 6-7(1-7), 3-6    |
| 優勝   | 2018年 | 全米オープン   | ハード     | ベサニー・マテック＝サンズ | アリツィア・ロソルスカ ニコラ・メクティッチ | 2-6, 6-3, [11-9] |
| 優勝   | 2019年 | 全米オープン   | ハード     | ベサニー・マテック＝サンズ | 詹皓晴 マイケル・ヴィーナス                 | 6-2, 6-3         |
| 準優勝 | 2020年 | 全豪オープン   | ハード     | ベサニー・マテック＝サンズ | バルボラ・クレイチコバ ニコラ・メクティッチ | 7-5, 4-6, [1-10] |

### デビスカップ

#### 優勝 (1)
| 年     | イギリス | ラウンド/相手 |
| ------ | --- | --- |
| 2015年 | アンディ・マリー ジェームズ・ウォード ダニエル・エバンス カイル・エドマンド ジェイミー・マリー ドミニク・イングロット | 1R: イギリス 3-2 アメリカ合衆国 · QF: イギリス 3-1 フランス · SF: イギリス 3-2 オーストラリア · F: ベルギー 1-3 イギリス |

## ATPツアー決勝進出結果

### ダブルス: 65回 (34勝31敗)
| 大会グレード                    |
| グランドスラム (2–3)            |
| ATPファイナルズ (0–0)           |
| ATPツアー・マスターズ1000 (1–6) |
| ATPツアー500 (9–11)             |
| ATPツアー250 (22–11)            |

| 結果   | No. | 決勝日         | 大会                        | サーフェス    | パートナー           | 対戦相手                                                | スコア                 |
| ------ | --- | -------------- | --------------------------- | ------------- | -------------------- | ------------------------------------------------------- | ---------------------- |
| 準優勝 | 1.  | 2006年7月30日  | ロサンゼルス                | ハード        | エリック・ブトラック | ボブ・ブライアン マイク・ブライアン                     | 2-6, 4-6               |
| 準優勝 | 2.  | 2006年10月1日  | バンコク                    | ハード (室内) | アンディ・マリー     | ジョナサン・エルリック アンディ・ラム                   | 2-6, 6-2, [4-10]       |
| 優勝   | 1.  | 2007年2月18日  | サンノゼ                    | ハード        | エリック・ブトラック | クリス・ハガード ライナー・シュットラー                 | 7-5, 7-6(8-6)          |
| 優勝   | 2.  | 2007年2月25日  | メンフィス                  | ハード (室内) | エリック・ブトラック | ユルゲン・メルツァー ユリアン・ノール                   | 7-5, 6-3               |
| 優勝   | 3.  | 2007年6月23日  | ノッティンガム              | 芝            | エリック・ブトラック | ジョシュア・グードル ロス・ハッチンス                   | 4-6, 6-3, [10-5]       |
| 優勝   | 4.  | 2008年2月17日  | デルレイビーチ              | ハード        | マックス・ミルヌイ   | ボブ・ブライアン マイク・ブライアン                     | 6-4, 3-6, [10-6]       |
| 準優勝 | 3.  | 2008年4月21日  | エストリル                  | クレー        | ケビン・ウリエット   | ジェフ・クッツェー ウェスリー・ムーディ                 | 2-6, 6-4, [8-10]       |
| 準優勝 | 4.  | 2008年6月16日  | ノッティンガム              | 芝            | ジェフ・クッツェー   | ブルーノ・ソアレス ケビン・ウリエット                   | 2-6, 6-7(5-7)          |
| 優勝   | 5.  | 2010年11月7日  | バレンシア                  | ハード (室内) | アンディ・マリー     | マヘシュ・ブパシ マックス・ミルヌイ                     | 7-6(10-8), 5-7, [10-7] |
| 優勝   | 6.  | 2011年9月25日  | メス                        | ハード (室内) | アンドレ・サ         | ルーカス・ドロウヒー マルセロ・メロ                     | 6-4, 7-6(9-7)          |
| 優勝   | 7.  | 2011年10月9日  | 東京                        | ハード        | アンディ・マリー     | フランティセク・チェルマク フィリップ・ポラーシェク     | 6-1, 6-4               |
| 準優勝 | 5.  | 2012年2月5日   | モンペリエ                  | ハード (室内) | ポール・ハンリー     | ニコラ・マユ エドゥアール・ロジェ＝バセラン             | 4-6, 6-7(4-7)          |
| 優勝   | 8.  | 2013年4月13日  | ヒューストン                | クレー        | ジョン・ピアース     | ボブ・ブライアン マイク・ブライアン                     | 1-6, 7-6(7-3), [12-10] |
| 優勝   | 9.  | 2013年7月28日  | グシュタード                | クレー        | ジョン・ピアース     | パブロ・アンドゥハール ギリェルモ・ガルシア＝ロペス     | 6-3, 6-4               |
| 優勝   | 10. | 2013年9月30日  | バンコク                    | ハード (室内) | ジョン・ピアース     | トマシュ・ベドナレク ヨハン・ブランシュトロム           | 6-3, 3-6, [10-6]       |
| 準優勝 | 6.  | 2013年10月6日  | 東京                        | ハード        | ジョン・ピアース     | エドゥアール・ロジェ＝バセラン ロハン・ボパンナ         | 6-7(7-9), 4-6          |
| 優勝   | 11. | 2014年5月4日   | ミュンヘン                  | クレー        | ジョン・ピアース     | コリン・フレミング ロス・ハッチンス                     | 6-4, 6-2               |
| 準優勝 | 7.  | 2014年6月16日  | ロンドン                    | 芝            | ジョン・ピアース     | アレクサンダー・ペヤ ブルーノ・ソアレス                 | 6-4, 6-7(4-7), [4-10]  |
| 準優勝 | 8.  | 2014年8月23日  | ウィンストン・セーラム      | ハード        | ジョン・ピアース     | フアン・セバスティアン・カバル ロベルト・ファラ         | 3-6, 4-6               |
| 準優勝 | 9.  | 2014年9月27日  | クアラルンプール            | ハード (室内) | ジョン・ピアース     | マルチン・マトコフスキ リーンダー・パエス               | 6-3, 6-7(5-7), [5-10]  |
| 優勝   | 12. | 2015年1月11日  | ブリスベン                  | ハード        | ジョン・ピアース     | 錦織圭 アレクサンドル・ドルゴポロフ                     | 6-3, 7-6(7-4)          |
| 準優勝 | 10. | 2015年2月15日  | ロッテルダム                | ハード (室内) | ジョン・ピアース     | ホリア・テカウ ジャン＝ジュリアン・ロジェ               | 6-3, 3-6, [8-10]       |
| 準優勝 | 11. | 2015年4月26日  | バルセロナ                  | クレー        | ジョン・ピアース     | マリン・ドラガニャ ヘンリ・コンティネン                 | 3-6, 7-6(8-6), [9-11]  |
| 準優勝 | 12. | 2015年7月11日  | ウィンブルドン              | 芝            | ジョン・ピアース     | ホリア・テカウ ジャン＝ジュリアン・ロジェ               | 6-7(5-7), 4-6, 4-6     |
| 優勝   | 13. | 2015年8月2日   | ハンブルク                  | クレー        | ジョン・ピアース     | フアン・セバスティアン・カバル ロベルト・ファラ         | 2-6, 6-3, [10-8]       |
| 準優勝 | 13. | 2015年9月13日  | 全米オープン                | ハード        | ジョン・ピアース     | ニコラ・マユ ピエール＝ユーグ・エルベール               | 4-6, 4-6               |
| 準優勝 | 14. | 2015年10月25日 | ウィーン                    | ハード (室内) | ジョン・ピアース     | ルカシュ・クボット マルセロ・メロ                       | 6-4, 6-7(3-7), [6-10]  |
| 準優勝 | 15. | 2015年11月1日  | バーゼル                    | ハード (室内) | ジョン・ピアース     | アレクサンダー・ペヤ ブルーノ・ソアレス                 | 5-7, 5-7               |
| 優勝   | 14. | 2016年1月16日  | シドニー                    | ハード        | ブルーノ・ソアレス   | ロハン・ボパンナ フロリン・メルジャ                     | 6-3, 7-6(8-6)          |
| 優勝   | 15. | 2016年1月30日  | 全豪オープン                | ハード        | ブルーノ・ソアレス   | ダニエル・ネスター ラデク・ステパネク                   | 2-6, 6-4, 7-5          |
| 準優勝 | 16. | 2016年4月17日  | モンテカルロ                | クレー        | ブルーノ・ソアレス   | ピエール＝ユーグ・エルベール ニコラ・マユ               | 6-4, 0-6, [6-10]       |
| 準優勝 | 17. | 2016年7月31日  | トロント                    | ハード        | ブルーノ・ソアレス   | イワン・ドディグ マルセロ・メロ                         | 4-6, 4-6               |
| 優勝   | 16. | 2016年9月10日  | 全米オープン                | ハード        | ブルーノ・ソアレス   | パブロ・カレーニョ・ブスタ ギリェルモ・ガルシア＝ロペス | 6-2, 6-3               |
| 準優勝 | 18. | 2017年1月14日  | シドニー                    | ハード        | ブルーノ・ソアレス   | ヴェスレイ・コールホフ マトウェー・ミッデルコープ       | 3-6, 5-7               |
| 優勝   | 17. | 2017年3月4日   | アカプルコ                  | ハード        | ブルーノ・ソアレス   | ジョン・イスナー フェリシアーノ・ロペス                 | 6-3, 6-3               |
| 優勝   | 18. | 2017年6月18日  | シュトゥットガルト          | 芝            | ブルーノ・ソアレス   | オリバー・マラチ マテ・パビッチ                         | 6-7(4-7), 7-5, [10-5]  |
| 優勝   | 19. | 2017年6月26日  | ロンドン                    | 芝            | ブルーノ・ソアレス   | ジュリアン・ベネトー エドゥアール・ロジェ＝バセラン     | 6-2, 6-3               |
| 準優勝 | 19. | 2017年8月21日  | シンシナティ                | ハード        | ブルーノ・ソアレス   | ピエール＝ユーグ・エルベール ニコラ・マユ               | 6-7(6-8), 4-6          |
| 準優勝 | 20. | 2017年10月8日  | 東京                        | ハード        | ブルーノ・ソアレス   | マクラクラン勉 内山靖崇                                 | 4-6, 6-7(1-7)          |
| 準優勝 | 21. | 2018年1月5日   | ドーハ                      | ハード        | ブルーノ・ソアレス   | オリバー・マラチ マテ・パビッチ                         | 7-5, 6-7(6-8)          |
| 優勝   | 20. | 2018年3月4日   | アカプルコ                  | ハード        | ブルーノ・ソアレス   | ボブ・ブライアン マイク・ブライアン                     | 7-6(7-4), 7-5          |
| 準優勝 | 22. | 2018年6月25日  | ロンドン                    | 芝            | ブルーノ・ソアレス   | ヘンリ・コンティネン ジョン・ピアース                   | 4-6, 3-6               |
| 優勝   | 21. | 2018年8月6日   | ワシントンD.C.              | ハード        | ブルーノ・ソアレス   | マイク・ブライアン エドゥアール・ロジェ＝バセラン       | 3-6, 6-3, [10-4]       |
| 優勝   | 22. | 2018年8月20日  | シンシナティ                | ハード        | ブルーノ・ソアレス   | フアン・セバスティアン・カバル ロベルト・ファラ         | 4-6, 6-3, [10-6]       |
| 準優勝 | 23. | 2018年10月14日 | 上海                        | ハード        | ブルーノ・ソアレス   | ルカシュ・クボット マルセロ・メロ                       | 4-6, 2-6               |
| 優勝   | 23. | 2019年1月12日  | シドニー                    | ハード        | ブルーノ・ソアレス   | フアン・セバスティアン・カバル ロベルト・ファラ         | 6-4, 6-3               |
| 準優勝 | 24. | 2019年4月28日  | バルセロナ                  | クレー        | ブルーノ・ソアレス   | フアン・セバスティアン・カバル ロベルト・ファラ         | 4-6, 6-7(4-7)          |
| 準優勝 | 25. | 2020年8月30日  | シンシナティ (ニューヨーク) | ハード        | ニール・スクプスキ   | パブロ・カレーニョ・ブスタ アレックス・デミノー         | 2-6, 5-7               |
| 準優勝 | 26. | 2020年11月1日  | ウィーン                    | ハード (室内) | ニール・スクプスキ   | ルカシュ・クボット マルセロ・メロ                       | 6-7(5-7), 5-7          |
| 優勝   | 24. | 2020年11月14日 | ソフィア                    | ハード (室内) | ニール・スクプスキ   | ユルゲン・メルツァー エドゥアール・ロジェ＝バセラン     | 不戦勝                 |
| 優勝   | 25. | 2021年2月7日   | メルボルン                  | ハード        | ブルーノ・ソアレス   | フアン・セバスティアン・カバル ロベルト・ファラ         | 6-3, 7-6(9-7)          |
| 準優勝 | 27. | 2021年9月11日  | 全米オープン                | ハード        | ブルーノ・ソアレス   | ラジーブ・ラム ジョー・ソールズベリー                   | 6-3, 2-6, 2-6          |
| 優勝   | 26. | 2021年10月31日 | モスクワ                    | ハード (室内) | ブルーノ・ソアレス   | アンドレイ・ゴルベフ ユーゴ・ニス                       | 6-3, 6-4               |
| 準優勝 | 28. | 2022年2月21日  | リオデジャネイロ            | クレー        | ブルーノ・ソアレス   | シモーネ・ボレッリ ファビオ・フォニーニ                 | 5-7, 7-6(7-2), [6-10]  |
| 優勝   | 27. | 2022年8月28日  | ウィンストン・セーラム      | ハード        | マシュー・エブデン   | ユーゴ・ニス ヤン・ジェリンスキ                         | 6-4, 6-2               |
| 準優勝 | 29. | 2023年1月8日   | アデレード1                 | ハード        | マイケル・ヴィーナス | ロイド・グラスプール ハリ・ヘリオヴァーラ               | 3-6, 6-7(3-7)          |
| 優勝   | 28. | 2023年2月13日  | ダラス                      | ハード (室内) | マイケル・ヴィーナス | ナサニエル・ラモンズ ジャクソン・ウィズロー             | 1-6, 7-6(7-4), [10-7]  |
| 優勝   | 29. | 2023年4月22日  | バニャ・ルカ                | クレー        | マイケル・ヴィーナス | フランシスコ・カブラル アレクサンドル・ネゾベソフ       | 7-5, 6-2               |
| 優勝   | 30. | 2023年5月27日  | ジュネーヴ                  | クレー        | マイケル・ヴィーナス | マルセル・グラノリェルス オラシオ・セバジョス           | 7-5(8-6), 7-6(7-3)     |
| 準優勝 | 30. | 2023年8月21日  | シンシナティ                | ハード        | マイケル・ヴィーナス | マキシモ・ゴンサレス アンドレス・モルテーニ             | 6-3, 1-6, [9-11]       |
| 優勝   | 31. | 2023年9月26日  | 珠海                        | ハード (室内) | マイケル・ヴィーナス | ナサニエル・ラモンズ ジャクソン・ウィズロー             | 6-4, 6-4               |
| 準優勝 | 31. | 2023年10月22日 | 東京                        | ハード        | マイケル・ヴィーナス | リンキー・ヒジカタ マックス・パーセル                   | 4-6, 1-6               |
| 優勝   | 32. | 2024年2月24日  | ドーハ                      | ハード        | マイケル・ヴィーナス | ロレンツォ・ムゼッティ ロレンツォ・ソネゴ               | 7-6(7-0), 2-6, [10-8]  |
| 優勝   | 33. | 2024年10月27日 | バーゼル                    | ハード (室内) | ジョン・ピアース     | ニコラ・メクティッチ ウェスリー・クールホフ             | 6-3, 7-5               |
| 優勝   | 34. | 2024年11月9日  | ベオグラード                | ハード (室内) | ジョン・ピアース     | イワン・ドディグ スカンデル・マンスーリ                 | 3-6, 7-6(7-5), [11-9]  |

## 成績

### ダブルス
略語の説明
| W | F | SF | QF | #R | RR | Q# | LQ | A | Z# | PO | G | S | B | NMS | P | NH |

W=優勝, F=準優勝, SF=ベスト4, QF=ベスト8, #R=#回戦敗退, RR=ラウンドロビン敗退, Q#=予選#回戦敗退, LQ=予選敗退, A=大会不参加, Z#=デビスカップ/BJKカップ地域ゾーン, PO=デビスカップ/BJKカッププレーオフ, G=オリンピック金メダル, S=オリンピック銀メダル, B=オリンピック銅メダル, NMS=マスターズシリーズから降格, P=開催延期, NH=開催なし.
| 大会           | 2006 | 2007 | 2008 | 2009 | 2010 | 2011 | 2012 | 2013 | 2014 | 2015 | 2016 | 2017 | 2018 | 2019 | 2020 | 2021 | 2022 | 2023 | 2024 | 2025 | 通算成績 |
| -------------- | ---- | ---- | ---- | ---- | ---- | ---- | ---- | ---- | ---- | ---- | ---- | ---- | ---- | ---- | ---- | ---- | ---- | ---- | ---- | ---- | -------- |
| 全豪オープン   | A    | 1R   | 1R   | 1R   | A    | 2R   | 1R   | 1R   | 2R   | 3R   | W    | 1R   | 2R   | QF   | 2R   | SF   | 3R   | 2R   | 1R   | 2R   | 23–17    |
| 全仏オープン   | A    | 1R   | 1R   | 1R   | 1R   | 2R   | 1R   | 2R   | 3R   | 3R   | 3R   | QF   | 2R   | 1R   | QF   | 3R   | 2R   | 3R   | 2R   | 1R   | 21–19    |
| ウィンブルドン | 1R   | 3R   | 3R   | 1R   | 1R   | 2R   | 2R   | 1R   | 3R   | F    | QF   | 2R   | QF   | 1R   | NH   | 2R   | 3R   | QF   | 1R   | 1R   | 26–19    |
| 全米オープン   | A    | 2R   | 1R   | A    | A    | 1R   | 1R   | QF   | 1R   | F    | W    | QF   | QF   | SF   | QF   | F    | 2R   | 2R   | 1R   |      | 34–15    |
| 合計           | 0-1  | 3-4  | 2-4  | 0-3  | 0-2  | 3-4  | 1-4  | 4-4  | 5-4  | 14-4 | 17-2 | 7-4  | 8-4  | 7-4  | 6-3  | 12-4 | 5-4  | 7-4  | 1-4  | 1-3  | 104–70   |

#### 大会最高成績
| 大会                 | 成績 | 年         |
| -------------------- | ---- | ---------- |
| ATPファイナルズ      | SF   | 2016-2018  |
| インディアンウェルズ | SF   | 2008, 2017 |
| マイアミ             | QF   | 2017       |
| モンテカルロ         | F    | 2016       |
| マドリード           | SF   | 2022       |
| ローマ               | SF   | 2018       |
| カナダ               | F    | 2016       |
| シンシナティ         | W    | 2018       |
| 上海                 | F    | 2018       |
| パリ                 | SF   | 2017, 2021 |
| オリンピック         | 2R   | 2008, 2021 |
| デビスカップ         | W    | 2015       |
| ATPカップ            | QF   | 2020       |

### 混合ダブルス
| 大会           | 2007 | 2008 | 2009 | 2010 | 2011 | 2012 | 2013 | 2014 | 2015 | 2016 | 2017 | 2018 | 2019 | 2020 | 2021 | 2022 | 2023 | 2024 | 2025 | 通算成績 |
| -------------- | ---- | ---- | ---- | ---- | ---- | ---- | ---- | ---- | ---- | ---- | ---- | ---- | ---- | ---- | ---- | ---- | ---- | ---- | ---- | -------- |
| 全豪オープン   | A    | 2R   | 2R   | A    | 1R   | 1R   | A    | 1R   | 1R   | QF   | A    | 2R   | QF   | F    | 2R   | A    | QF   | 2R   | 1R   | 16–14    |
| 全仏オープン   | A    | QF   | A    | A    | SF   | A    | A    | 1R   | 2R   | QF   | A    | 1R   | A    | NH   | 1R   | A    | 2R   | A    | A    | 8–7      |
| ウィンブルドン | W    | SF   | SF   | 1R   | 2R   | A    | 1R   | QF   | A    | A    | W    | F    | 2R   | NH   | A    | 2R   | 2R   | QF   | 1R   | 30–12    |
| 全米オープン   | SF   | F    | A    | A    | 1R   | A    | A    | A    | 2R   | A    | W    | W    | W    | NH   | 1R   | 1R   | 2R   | A    |      | 25–8     |
| 合計           | 9-1  | 9-4  | 4-2  | 0-1  | 4-4  | 0-1  | 0-1  | 2-3  | 2-3  | 4-2  | 10-0 | 11-3 | 8-2  | 4-1  | 1-3  | 1-2  | 5-4  | 3-2  | 0-2  | 79–41    |